# Quatuor pour piano et cordes de Castillon
Pour les articles homonymes, voir Quatuor pour piano et cordes.
Le Quatuor pour piano et cordes en sol mineur op. 7 est une œuvre pour violon, alto, violoncelle et piano d'Alexis de Castillon. Composé en 1869, il est créé le 23 décembre 1869 à Pau et rejoué à la Société nationale de musique le 10 février 1872 par Alexis-Henri Fissot et le quatuor Armingaud.

## Présentation
« Partition dense et équilibrée » pour Joël-Marie Fauquet, « sans doute le chef-d'œuvre de Castillon », relève le musicologue Jean-Alexandre Ménétrier, le Quatuor pour piano et cordes op. 7 est achevé le 31 octobre 1869 à Verlin, dans l'Yonne, où la sœur du compositeur, la vicomtesse de Truchi, possède une propriété,.
Dédiée à Anton Rubinstein, l'œuvre est créée le 23 décembre 1869 à Pau avec de Castillon au piano et publiée en 1871 par J. Maho (repris par J. Hamelle),.
Le Quatuor est ensuite donné avec succès à Paris à la Société nationale de musique le 10 février 1872, par Henri Fissot (piano) et les membres du Quatuor Armingaud Jules Armingaud (violon), Joseph-Louis Mas (alto) et Léon Jacquart (violoncelle),.

## Structure
L'œuvre se compose de quatre mouvements :
1. Larghetto - Allegro deciso (en sol mineur, à 
)
2. Scherzando (en ré majeur, à 
)
3. Larghetto, quasi marcia religiosa (en mi bémol majeur, à 
)
4. Finale: allegro, poco ritenuto nel principio, e sempre accelerando sine al fine (en sol majeur, à 
)

La durée d'exécution du Quatuor est d'environ vingt-huit minutes.